# Upplands-Väsby (đô thị)
Đô thị Upplands-Väsby (tiếng Thụy Điển: Upplands-Väsby kommun) là một đô thị ở hạt Stockholm của Thụy Điển. Thủ phủ là thị xã Upplands-Väsby. Dân số thời điểm 31 tháng 12 năm 2000 là 37576 người.